# 本笃街

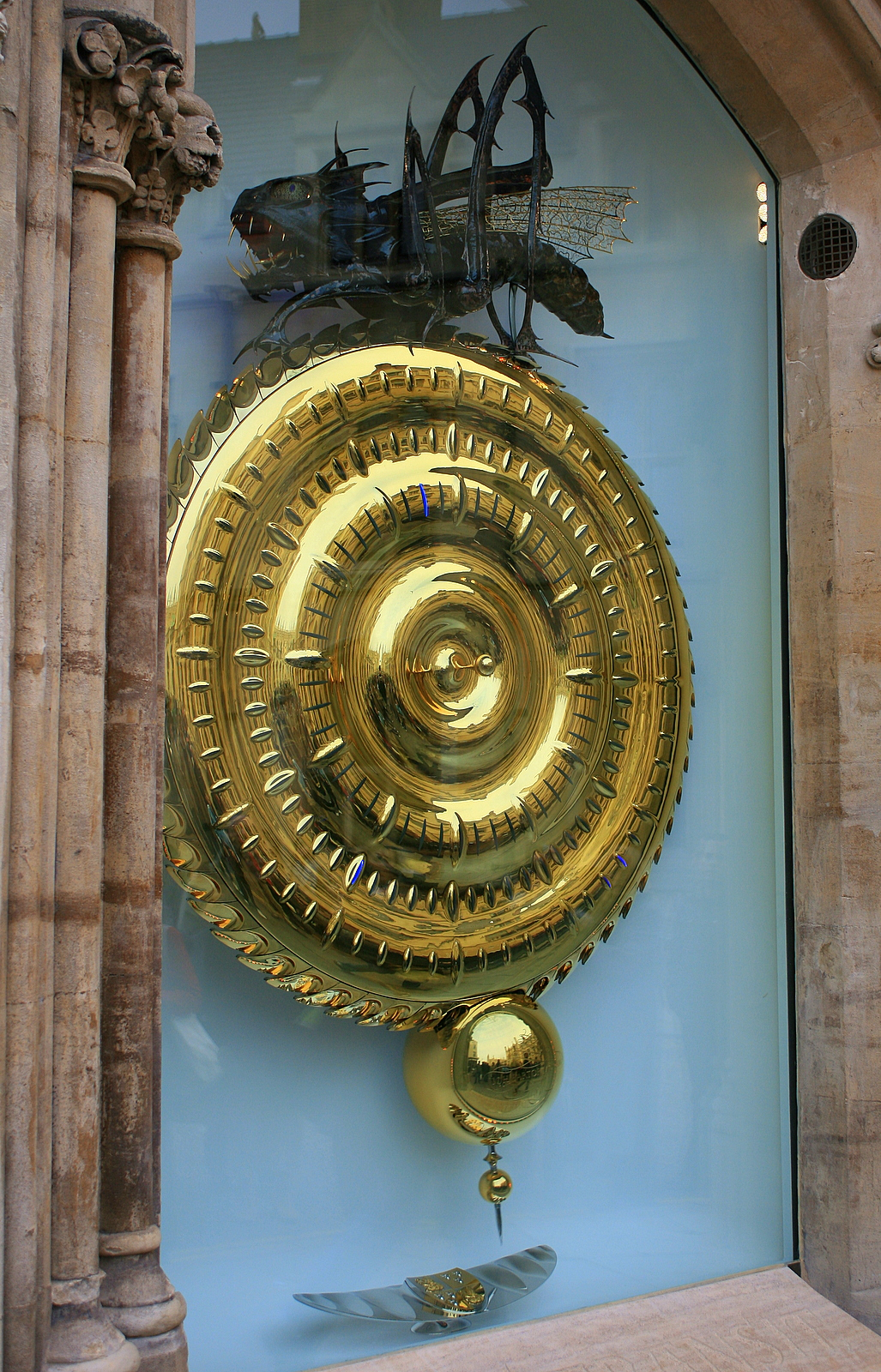
本笃街西端的圣体钟

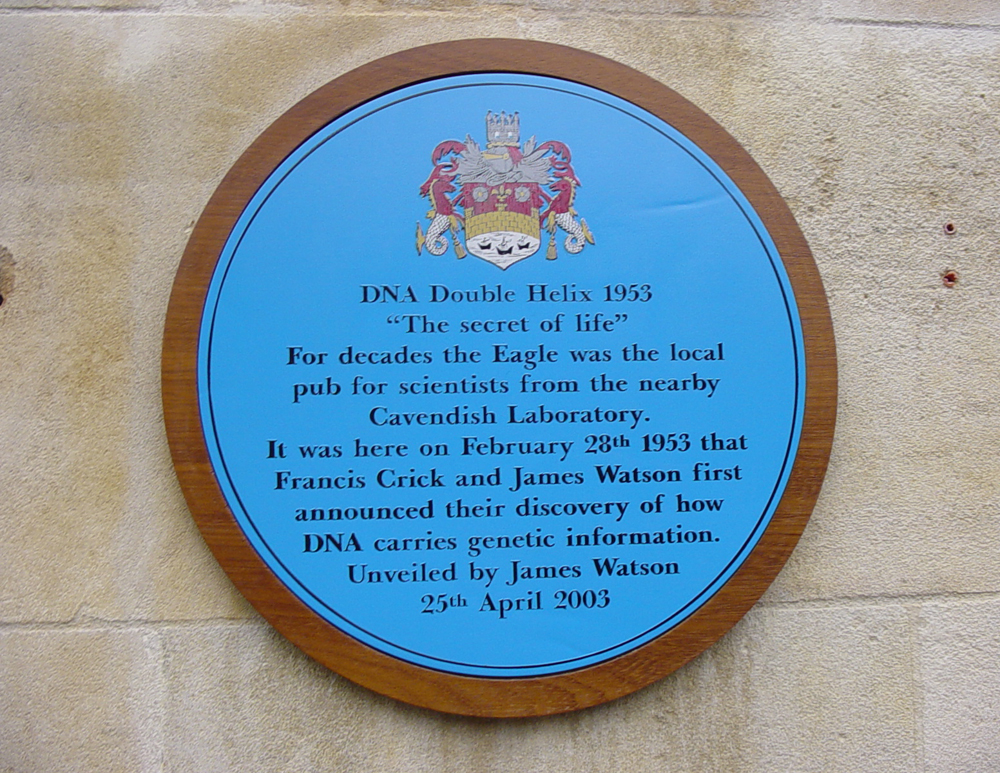
本笃街老鹰酒吧外的蓝色牌匾

本笃街（Bene't Street）是英国剑桥市中心一条历史悠久的短街，在本笃街的西端，北连国王街有一个接点，南连特兰平顿街。本笃街向东继续延伸，为惠勒街（Wheeler Street）。
本笃街得名于供奉本笃的圣本笃堂。教堂的安格鲁萨克逊风格塔楼建于11世纪，是剑桥郡现存最古老的建筑物。 
老鹰酒吧位于本笃街北侧。1953年2月28日，弗朗西斯·克里克在此宣布他和詹姆斯·杜威·沃森已经发现了DNA的结构。在老鹰酒吧外墙设有蓝色牌匾以纪念这一事件。
剑桥大学基督圣体学院位于本笃街南侧，其宿舍位于本笃街北侧。学院与特兰平顿街转角是在2008年安装的圣体钟（Corpus Clock）。圣体学院的主入口位于特兰平顿街。